# Argyranthemum coronopifolium
Argyranthemum coronopifolium es una especie de planta herbácea perteneciente a la familia de las asteráceas, originaria de las Islas Canarias. 

## Descripción
Argyranthemum coronopifolium  es un endemismo tinerfeño, que pertenece al grupo de especies cuyas cipselas exteriores son aladas y que poseen un vilano coroniforme. Se diferencia por sus hojas, más o menos obovadas, uni-o bipinnatífidas y por sus lígulas de color blanco o crema.

## Taxonomía
Argyranthemum coronopifolium fue descrito por (Willd.) Humphries y publicado en Bull. Brit. Mus. (Nat. Hist.), Bot. 5(4): 213. 1976
Etimología
Argyranthemum: nombre genérico que procede del griego argyros, que significa "plateado" y anthemom, que significa "planta de flor", aludiendo a sus flores radiantes pálidas.
coronopifolium: epíteto  que procede de la unión del nombre genérico Coronopus y folius, que significa follaje, aludiendo a cierta semejanza foliar. 
Sinonimia
- Chamaemelum coronopifolium (Masf.) E.H.L.Krause
- Chrysanthemum barrelieri DC.
- Chrysanthemum coronopifolium Christ
- Chrysanthemum coronopifolium (Willd.) Masf.
- Chrysanthemum grandiflorum Brouss.
- Chrysanthemum latifolium DC.
- Chrysanthemum speciosum Steud.
- Ismelia coronopifolia (Willd.) Sch.Bip.
- Pyrethrum coronopifolium Willd.[3]